# 八景乡
八景乡，中华人民共和国湖南省岳阳市汨罗市已撤销的一个镇，位于汨罗市东北部。以境内有八景洞得名。

## 建制沿革
- 1956年，属智峰乡。
- 1958年，属东风公社（后改智峰公社）。
- 1981年，析置兰家洞林场。
- 1984年，改置八景乡。
- 2015年，与三江镇、智峰乡成建制合并设立三江镇。

## 行政区划
八景乡下辖5个行政村：
- 山阳村、智丰村、大同村、三联村、高华村